# Pirene (naiade)

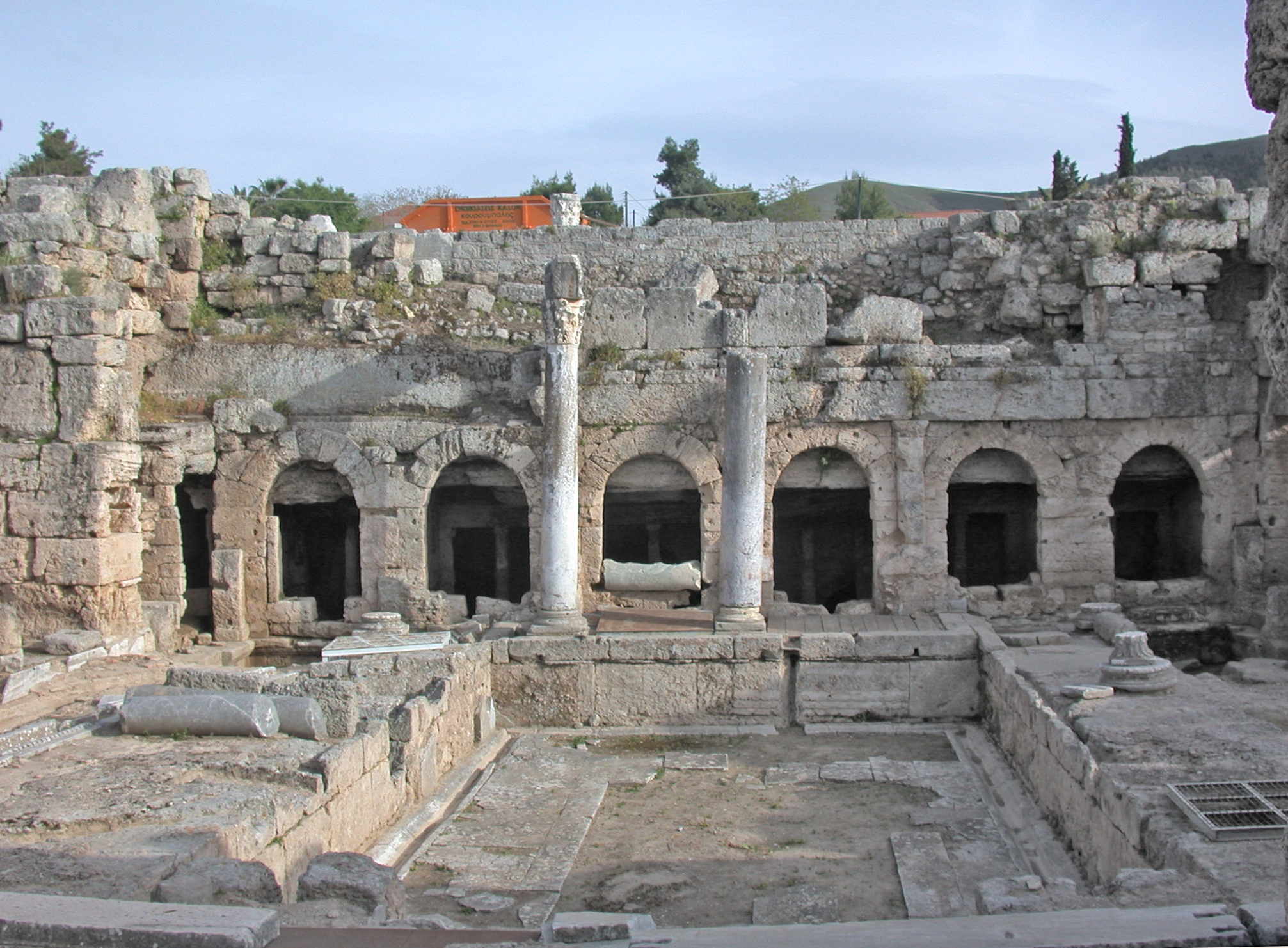
La fontana Pirene a Corinto

Nella mitologia greca, Pirene (Peirene, forse da πειραίνω, peirainô, "legata" o "che lega") era una naiade.

## Mito
La madre di Pirene era Metope, mentre il padre, a seconda delle fonti, viene indicato come Acheloo, Ebalo o Asopo. Da Poseidone ebbe Leche e Cencrea; alla morte di quest'ultimo, pianse così tanto da trasformarsi in una fonte, situata alle porte di Corinto, la cosiddetta fontana Pirene.